# Hector Edwards
Hector Edwards (nascido em 18 de março de 1949) é um ex-ciclista olímpico barbadense. Representou sua nação nos Jogos Olímpicos de Verão de 1972 e Montreal 1976.